# Josef Beck (Mediziner)
Josef Beck (* 26. April 1891 in München; † 15. Juni 1966 in Würzburg) war ein deutscher Mediziner und Hochschullehrer. 

## Leben
Er war der Sohn des Rentiers Wilhelm Beck und dessen Ehefrau Kinigunde geborene Zuber. Nach dem Besuch des Humanistischen Gymnasiums in München studierte er ab dem Jahre 1910 Medizin an der Universität München und erhielt 1917 seine Approbation. Von 1914 bis 1918 nahm er als Freiwilliger am Ersten Weltkrieg teil.
Am 16. Mai 1919 promovierte er in München zum Dr. med. Im November 1919 wurde Josef Beck Volontärassistent an der Hals-, Nasen-, Ohrenklinik München. Später wurde er dort offizieller Assistent und dann Oberarzt. 1926 erfolgte seine Habilitation bei B. Heine zum Privatdozenten in München. 1930 wurde er dann außerordentlicher Universitätsprofessor. 1934 übernahm er kurzzeitig die kommissarische Leitung der laryngologischen Poliklinik in München und ließ sich dann als Facharzt in München nieder.
1939 erhielt er die Einberufung zur Wehrmacht. 1940 kehrte er aus dem Kriegsdienst zurück.
Nach dem Zweiten Weltkrieg wurde Josef Beck 1946 zunächst vertretungsweise und dann ab dem Jahre 1948 Direktor der HNO-Klinik am Universitätsklinikum Erlangen und gleichzeitig ordentlicher Professor. 1959 erfolgte seine Emeritierung, er war aber vertretungsweise noch bis 1960 im Amt, bevor er in den Ruhestand trat.
Zu seinen Schülern gehören Georg Hans Birnmeyer (* 1920), der 1959 seine Lehrtätigkeit in Erlangen begann und 1972 Chefarzt in Heilbronn wurde, und Hermann Blümlein.
Er war Mitglied der Gesellschaft Deutscher Hals-, Nasen- und Ohrenärzte und der Görres-Gesellschaft. Seit 1910 war er Mitglied der katholischen Studentenverbindung KDStV Aenania München.

## Familie
Er heiratete am 20. Oktober 1920 Emiliy geborene Ver Hees. Aus der gemeinsame Ehe gingen der Sohn Hermann Dietrich (* 1929) hervor. Sie wohnten in München, Herzog-Heinrich-Straße 13.

## Schriften (Auswahl)
- Beiträge zum Handbuch der Hals-, Nasen- und Ohrenheilkunde.

## Ehrungen
- Eisernes Kreuz
- König Ludwig-Kreuz
- 1964 Bayerischer Verdienstorden
- 1966 Ehrenmitglied der Deutschen Gesellschaft für Sprach- und Stimmkunde